# NGC 5033

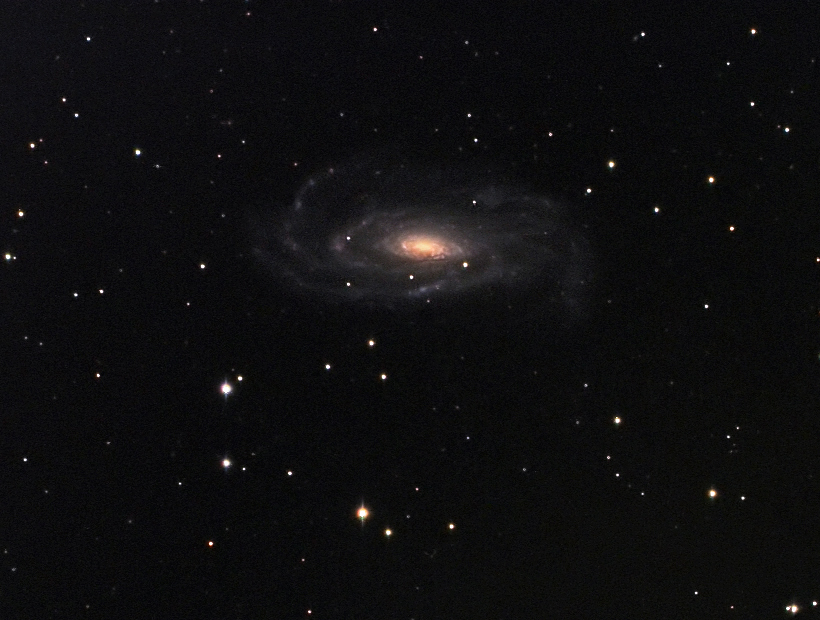
Hình ảnh của NGC 5033

NGC 5033 là tên của một thiên hà xoắn ốc nghiêng nằm trong chòm sao Lạp Khuyển. Các phương pháp đo khoảng cách của nó đến Ngân Hà là khoảng 38 đến 60 triệu năm ánh sáng. Nhân thiên hà của nó tương đối sáng và cái đĩa thiên hà của nó tương đối mờ. Độ cong của nó thể nhìn thấy ở nửa phía nam của đĩa thiên hà. Thiên hà này có kích thước góc tương đối lớn và độ sáng bề mặt tương đối cao khiến nó trở thành một vật thể có thể được xem và chụp bởi các nhà thiên văn nghiệp dư bằng các thiết bị thiên văn nghiệp dư. Vị trí của nó tương đối gần với Trái Đất và nó có nhân thiên hà hoạt động. Điều này khiến nó trở thành một thiên thể nghiên cứu bình thường của các nhà thiên văn học chuyên nghiệp.

## Nhân
NGC 5033 có một nhân thiên hà hoạt động loại Seyfert. Giống như những thiên hà chứa nhân này, cái nhân của nó chứa một lỗ đen siêu khối lượng. Khả năng phát ra ánh sáng khả kiến (cũng như các loại tia khác) có được là do các chất khí nóng trong môi trường xung quanh cái lỗ đen đó.

## Thiên thể đồng hành
NGC 5005 và NGC 5033 là một cặp thiên hà về mặt vật lí. Hai thiên hà này ảnh hưởng với nhau một cách yếu ớt do chúng chưa đủ gần để bị biến dạng bởi lực thủy triều thiên hà của sự tương tác hấp dẫn.

## Dữ liệu hiện tại
Theo như quan sát, đây là thiên hà nằm trong chòm sao Lạp Khuyển và dưới đây là một số dữ liệu khác:
Xích kinh 13h 13m 27.5s
Độ nghiêng +36° 35′ 38″
Giá trị dịch chuyển đỏ 875 ± 1 km/s
Cấp sao biểu kiến 10.8
Kích thước biểu kiến 10′.7 × 5′.0
Loại thiên hà SA(s)c